# Doiceau
Doiceau is een dorp in de Belgische provincie Waals-Brabant. Het ligt in de gemeente Graven, ruim twee kilometer ten zuidwesten van het dorpscentrum van Graven. Een kilometer ten westen van Doiceau ligt het gehucht Gastuche.

## Geschiedenis
Op de Ferrariskaart uit de jaren 1770 is de plaats weergegeven als het gehuchtje Doicaux. Op het eind van het ancien régime werd Doiceau een gemeente, maar deze werd in 1811 al opgeheven en bij Graven (Frans: Grez) samen gevoegd in de gemeente Grez-Doiceau.

## Bezienswaardigheden
- De Sint-Pieterskerk (Église Saint-Pierre) is een neoclassicistisch bouwwerk van 1864-1872. Deze verving een kerk van 1786 waarvan nog enkele onderdelen gespaard bleven.
- Het Château de Laurensart in de wijk Gastuche werd in 1907 gebouwd in een neo-Lodwijk XV-stijl. Het is gelegen in een groot landschapspark.
- Het Châtelet du Château de Laurensart is een omgracht poortgebouw dat mogelijk uit de 15e eeuw stamt maar in de 19e eeuw werd gerestaureerd. Het is een restant van een veel groter complex dat behoorde aan de Graven van Grez.

## Natuur en landschap
Doiceau ligt aan de Dijle. De hoogte aan de kerk bedraagt 53 meter.

## Nabijgelegen kernen
Grez, Basse-Wavre, Dion-le-Val, Biez, Archennes
Deelgemeenten: Biez · Bossut-Gottechain · Eerken · Graven · Nethen

Overige dorpen en gehuchten: Bossut · Cocrou · Doiceau · Gastuche · Gottechain · Hèze · Pécrot

Belgische gemeenten · Arrondissement Nijvel · Waals-Brabant · Wallonië